# Scream Award
Gli Scream Awards sono stati un premio cinematografico e televisivo svoltosi dal 2006 al 2011 e diretto ai generi fantasy, horror e fantascienza

## Storia
Il premio venne creato nel 2006 con l'appoggio del canale televisivo Spike TV, che ogni anno trasmetteva la cerimonia. I vincitori degli Scream Awards venivano determinati dal voto dei fan, che sul sito di Spike Tv potevano votare i loro beniamini, film e serie televisive preferite. L'ultima edizione andò in scena nel 2011, dopodiché il premio venne cancellato per motivi sconosciuti.
Il premio veniva consegnato ogni anno nel mese di ottobre, la prima cerimonia di premiazione ha avuto luogo a Los Angeles il 10 ottobre 2006, presentata dalle attrici Rose McGowan, Marley Shelton e Rosario Dawson.
Edizione dopo edizione, il premio ha acquistato sempre più importanza e visibilità. La cerimonia di premiazione era creata dai produttori esecutivi Michael Levitt, Cindy Levitt e Casey Patterson.

## Edizioni
- Scream Awards 2006
- Scream Awards 2007
- Scream Awards 2008
- Scream Awards 2009
- Scream Awards 2010
- Scream Awards 2011